# Black Rose Dying
Black Rose Dying é um EP de 3 faixas do Bless the fall, lançado em 2005. Todas as faixas foram re-gravadas para o Blessthefall EP com o mesmo nome, menos a faixa 1, que foi dividida em duas partes chamadas "Take Me Now - Part I" e "Take Me Now - Part II".

## Faixas
| N.º            | Título                                      | Duração |  |
| 1.             | "There's a Fine Line Between Love and Hate" | 2:41    |  |
| 2.             | "Black Rose Dying"                          | 4:12    |  |
| 3.             | "Wait for Tomorrow"                         | 3:17    |  |
| Duração total: | Duração total:                              | 10:10   |  |

## Créditos
- Craig Mabbitt - vocal
- Jared Warth - baixo, piano, programação, teclados, vocal
- Eric Lambert - guitarra principal
- Mike Frisby - guitarra base
- Matt Traynor - bateria